# Laura Stöckler
Laura Stöckler (* 1999, Haag, Okres Amstetten) je rakouská reprezentantka ve sportovním lezení, juniorská mistryně světa v kombinaci disciplín.

## Výkony a ocenění
- 2017: na MSJ 2017 zvítězila ve finále v kombinaci disciplín podle olympijského formátu

### Závodní výsledky
| Světový pohár | Světový pohár       | Světový pohár |
| Rok           | 2016                | 2017          |
| ------------- | ------------------- | ------------- |
| Obtížnost     | 63-65               | 36            |
| jednotlivě*   | 29-31,-,-, 34,-,-,- | ,21,          |

* pozn.: nalevo jsou poslední závody v roce
| Mistrovství Evropy | Mistrovství Evropy |
| Rok                | 2017               |
| ------------------ | ------------------ |
| Obtížnost          | 39-42              |
| Rychlost           | 21                 |

| Mistrovství světa juniorů | Mistrovství světa juniorů | Mistrovství světa juniorů | Mistrovství světa juniorů | Mistrovství světa juniorů | Mistrovství světa juniorů |
| Rok                       | 2013 kat. B               | 2014 kat. B               | 2015 kat. A               | 2016 kat. A               | 2017 juniorky             |
| ------------------------- | ------------------------- | ------------------------- | ------------------------- | ------------------------- | ------------------------- |
| Obtížnost                 | 9                         | 4                         | 16                        | 6                         | 21                        |
| Rychlost                  | —                         | —                         | —                         | 17                        | 16                        |
| Bouldering                | —                         | —                         | —                         | 12                        | 5                         |
| Kombinace*                | —                         | —                         | —                         | —                         | 1                         |

* v roce 2017 se na MSJ lezlo ještě navíc finále v kombinaci podle olympijského formátu (pořadí třech disciplín se násobilo)
| Mistrovství Evropy juniorů | Mistrovství Evropy juniorů | Mistrovství Evropy juniorů | Mistrovství Evropy juniorů | Mistrovství Evropy juniorů | Mistrovství Evropy juniorů |
| Rok                        | 2013 kat. B                | 2014 kat. B                | 2015 kat. A                | 2016 kat. A                | 2017 juniorky              |
| -------------------------- | -------------------------- | -------------------------- | -------------------------- | -------------------------- | -------------------------- |
| Obtížnost                  | 5                          | 10                         | 5                          | 7-8                        | 3                          |
| Rychlost                   | —                          | —                          | —                          | 16                         | 9                          |
| Bouldering                 | —                          | 11                         | 16                         | 7                          | 3                          |

| Evropský pohár juniorů | Evropský pohár juniorů | Evropský pohár juniorů | Evropský pohár juniorů | Evropský pohár juniorů | Evropský pohár juniorů |
| Rok                    | 2013 kat. B            | 2014 kat. B            | 2015 kat. A            | 2016 kat. A            | 2017 juniorky          |
| ---------------------- | ---------------------- | ---------------------- | ---------------------- | ---------------------- | ---------------------- |
| Obtížnost              | x                      | x                      | 3                      | x                      | x                      |
| jednotlivě* (1/1/1)    |                        |                        | ,                      | ,                      | ,                      |
|                        |                        |                        |                        |                        |                        |
| Bouldering             | —                      | x                      | x                      | x                      | 3                      |
| jednotlivě* (1/0/1)    | —                      |                        |                        |                        | ,6,7,6,                |

* pozn.: nalevo jsou poslední závody v roce